# Тіппер Ґор
Мері Елізабет «Тіппер» Ґор (уроджена Ейчесон; (19 серпня 1948 , Вашингтон )) — американська політична та громадська діячка, активістка, фотограф і письменниця, колишня дружина 45-го віцепрезидента Сполучених Штатів Америки Ела Ґора, друга леді США (1993—2001).
У 1985 році Ґор стала співзасновницею громадської організації Parents Music Resource Center (PMRC), що пропагувала ідею маркування обкладинок альбомів із нецензурною лексикою, особливо в музичних жанрах хеві-метал, панк та хіп-хоп. Протягом десятиліть своєї громадської діяльності виступала за розміщення консультативних позначок на музичній продукції (що спонукало критиків називати її цензором), а також інформування про психічне здоров'я, проблеми жінок, дітей, права ЛГБТ та зменшення кількості бездомних.

## Раннє життя та навчання
Мері Елізабет Ейтчесон народилася 1948 року у Вашингтоні, округ Колумбія в родині Джона Кеннета «Джека» Ейчесона-молодшого, підприємця з постачання сантехніки та власника «J&H Aitcheson Plumbing Supply» та його першої дружини Маргарет Енн (уроджена Карлсон, що втратила свого першого чоловіка під час Другої світової війни). Мати дала доньці прізвисько «Тіппер» за колискову пісеньку, яку вона співала. Ґор виросла в Арлінгтоні, штат Вірджинія. Після розлучення батьків її виховували мати та бабуся.

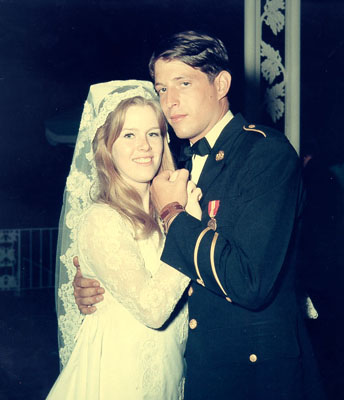
День весілля Ела і Тіппер Ґорів, 19 травня 1970 року, у Вашингтонському національному соборі

Тіппер відвідувала St. Agnes (нині St. Stephen's & St. Agnes School), приватну єпископальну школу в Александрії, штат Вірджинія, де грала в баскетбол, софтбол і хокей на траві, а також грала на барабанах у повністю жіночому гурті під назвою «The Wildcats».
Мері Елізабет познайомилася з Елом Ґором на його випускному вечорі в 1965 році. Хоча дівчина прийшла на випускний вечір з одним із його однокласників, Ґор і Тіппер почали зустрічатися відразу після випускного. Коли Ел Ґор почала навчатися в Гарвардському університеті, вона також відвідувала Гарлендський коледж (нині входить до складу Університет Сіммонса), а пізніше перевелася до Бостонського університету, де отримала освітній ступінь бакалавра психології в 1970 році. 19 травня 1970 року вони з Ґором одружилися у Вашингтонському національному соборі.
Ґор в 1975 році здобула освітній ступінь магістра психології в коледжі Джорджа Пібоді при університеті Вандербільта .

## Кар'єра
Тіппер Ґор працювала неповний робочий день фотографом у газеті The Tennessean у Нашвіллі і продовжувала працювати позаштатним фотографом у Вашингтоні після того, як її чоловіка було обрано до Конгресу США в 1976 році.

## Політична діяльність та активізм
Ґор брала активну участь у політичній діяльності свого чоловіка, починаючи з його першої передвиборної кампанії до Палати представників Сполучених Штатів Америки від Теннессі в 1976 році. Незабаром після обрання свого чоловіка Ґор заснувала групу для вивчення та вирішення соціальних проблем під назвою «Конгресова робоча група дружин».
У 1984 році Ґор почала працювати волонтеркою у притулках для бездомних. Подолання безпритульності стала визначальною для Тіппер Ґор, і вона створила групу під назвою «Сім'ї для бездомних», щоб зібрати кошти та привернути увагу до цієї проблеми.

### Parents Music Resource Center (PMRC)

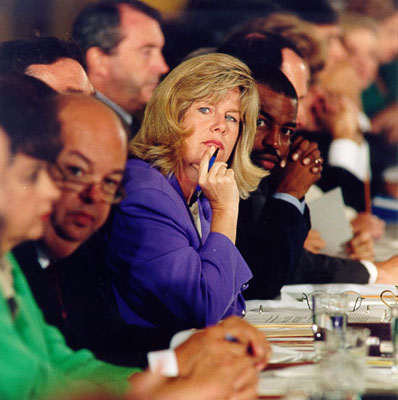
Ґор у складі PMRC у 1985 році

У 1985 році Тіппер Ґор разом із Саллі Невіус, Пем Ховар і Сьюзен Бейкер, дружиною тодішнього міністра фінансів США Джеймса Бейкера, заснувала громадську організацію Parents Music Resource Center (PMRC). До цієї ідеї вона прийшла після прослуховування разом з 11-річною донькою Каренною альбому Прінса Purple Rain, який містив відверті тексти.
Мета групи полягала в тому, щоб ознайомити батьків та слухачів з музичною продукцією, яка містила відвертий вміст, шляхом добровільного маркування таких альбомів стікерами для батьків. До їхньої коаліції увійшли National PTA та Американська академія педіатрії. У PMRC не було членів, а лише засновники, і всі засновники були дружинами відомих політиків.
Згідно з даними статті NPR, Ґор виступила «перед Конгресом, щоб спонукати до маркування альбомів, які продаються дітям, попереджувальними стікерами». Ґор пояснила, що її метою було не поставити «кляп» на музику, а забезпечити безпеку для молодих слухачів, надаючи батькам інформацію про зміст пісень. Ряд осіб, зокрема Ді Снайдер із Twisted Sister, Джелло Біафра з гурту Dead Kennedys, Джон Денвер, Джоуї Рамон та Френк Заппа, критикували кампанію, стверджуючи, що це була форма цензури. Відносини Ґор зі Снайдером були особливо антагоністичними: Снайдер звинуватив її в «брудному розумі» за припущення, що пісня його гурту «Under the Blade» містила садомазохістські згадки, хоча в пісні, насправді, розповідалось про медичну хірургію. У відповідь на таку критику NPR також заявила, що, за словами Ґор, вона «не збиралася цензурувати неприйнятний матеріал» і сказала, що вона «надто вірить у Першу поправку», яка закликає до більшого «споживання» та інформування ринку.
Зусилля PMRC були успішними та привели до угоди, згідно з якою студії звукозапису добровільно розміщували попереджувальні стікери на обкладинках музичних альбомів про наявність у текстах пісень нецензурної чи відвертої лексики, демонстрації надмірного насильства або інформації про вживання наркотиків

### Від 1990-тих років

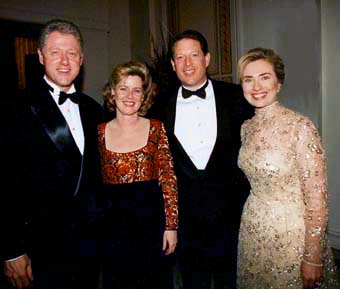
Зліва направо: Білл Клінтон, Тіппер Ґор, Ел Ґор, Гілларі Клінтон

У 1990 році Ґор заснувала організацію «Tennessee Voices for Children» для розвитку служб для молоді з питань психічного здоров'я та попередження зловживання психоактивними речовинами. Ґор також була співголовою групи з питань дитячого психічного здоров'я Національної асоціації психічного здоров'я.
Тіппер Ґор брала участь у передвиборчій кампанії свого чоловіка в 1988 році і гастролювала з ним, Біллом та Гілларі Клінтон під час президентської кампанії 1992 року.
Будучи другою леді, Ґор працювала радником президента з питань психічного здоров'я. Вона прагнула зменшити наслідки, пов'язані з психічними захворюваннями, і привернути увагу до необхідності надання доступної психіатричної допомоги. У 1999 році Ґор провела у Білому домі першу конференцію з питань психічного здоров'я. Того ж року вона запустила Національну кампанію з підвищення рівня обізнаності суспільства про питання психічного здоров'я (NMHAC), щоб заохотити американців лікуватися від психічних захворювань. Ґор часто розповідала про власний досвід боротьби з депресією та лікування після майже смертельної травми її сина Альберта.
Поряд зі своєю діяльністю в галузі психічного здоров'я, Ґор брала участь у кількох інших ініціативах, коли була другою леді. Вона працювала спеціальним радником Міжвідомчої ради з питань бездомних та національним представником інформаційної кампанії «Назад до сну» з вирішення проблем синдрому раптової дитячої смерті (СВДС). У 1994 році Ґор відвідала табір біженців і дитячий будинок у Заїрі під час поїздки, щоб надати допомогу після геноциду в Руанді. Вона залишилася в таборі ЮНІСЕФ і допомагала лікарям та волонтерам. Ґор здійснила офіційний візит до Гондурасу в 1998 році після урагану Мітч, щоб стати волонтером, привезти медичні засоби та визначити наслідки пошкоджень.
Тіппер Ґор брала участь у кампанії за переобрання президента Клінтона і віце-президента Ґора в 1996 році і брала активну участь у президентській кампанії свого чоловіка в 2000 році, призупиняючи свою власну громадську діяльність та виступаючи в ЗМІ. Вона також була радником і брала участь у прийнятті рішень, зокрема щодо найму Тоні Коельо на посаду голови кампанії та перенесення її штаб-квартири до Нешвілла.
У 2002 році її прихильники закликали Ґор балотуватися на вакантне місце в Сенаті США, яке колись займав її чоловік у Теннессі, яке покинув Фред Томпсон; однак вона відмовилася.
Ґор була давньою захисницею ЛГБТ-спільноти. У 1993 році вона представляла адміністрацію Клінтона на марші проти СНІДу у Вашингтоні, округ Колумбія, як один із державних чиновників найвищого рангу, які коли-небудь брали участь. Тіппер брала участь у подібних акціях і в подальшому. Зокрема, в 2013 році була почесним головою Нешвілської ходьби проти СНІДу та забігу на 5 км (англ. Nashville AIDS Walk & 5K Run). Також публічно засудила так звану «Каліфорнійську пропозицію 8» про заборону одностатевих шлюбів у 2008 році. У 2014 році створила виставку своїх світлин у «Wall Space Gallery» для підтримки фонду «Pacific Pride Foundation», який надає послуги ЛГБТ-спільнотам та хворим на ВІЛ/СНІД у Санта-Барбарі, Каліфорнія.
У 2012 році Тіппер Ґор була співголовою консультативної ради Фонду Діани Бейсхарт, який допомагає бездомним і малозабезпеченим людям у догляді за тваринами.

## Творчість

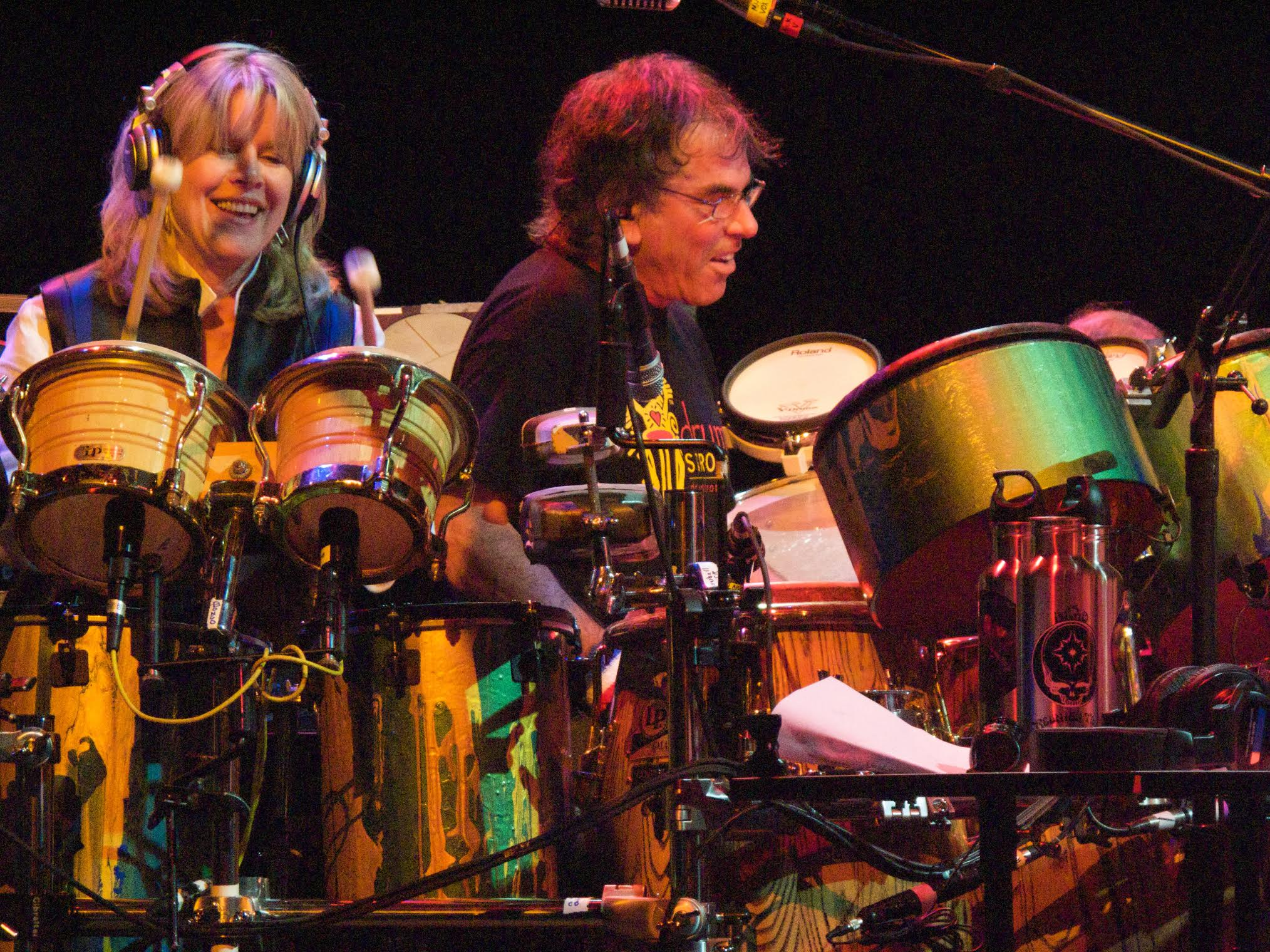
Тіппер Ґор грає на барабанах з Міккі Хартом під час виступу The Dead у квітні 2009 року

У старшій школі Ґор була барабанщицею жіночого гурту Wildcats. Вона грала на барабанах з учасниками Grateful Dead, а під час другого вечора весняного туру Dead 2009 року Тіппер Ґор грала на барабанах під час заключної пісні «Sugar Magnolia». У 2000 році з'явилася на сцені під час концерту Equality Rocks на Меморіальному стадіоні Роберта Ф. Кеннеді, щоб зіграти перед 45-тисячним натовпом на початку Маршу тисячоліття у Вашингтоні. Пізніше того ж року грала з Віллі Нельсоном під час його виступу в Farm Aid. Вона грала з Гербі Генкоком на 25-му Міжнародному джазовому конкурсі імені Телоніуса Монка в 2012 році.

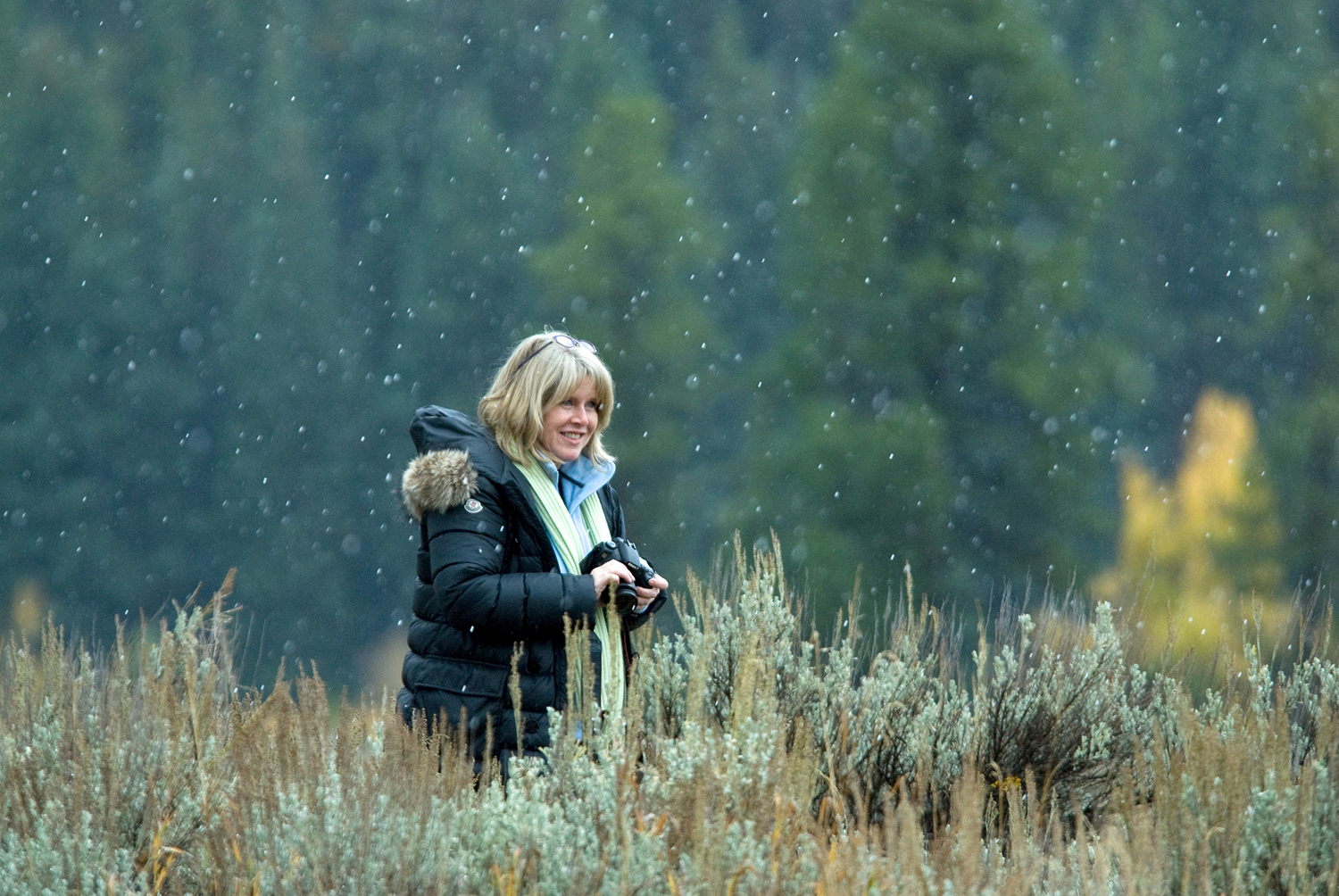
Ґор з камерою 2007 року

Фотограф з 1970-х років, Ґор опублікувала кілька фотокниг, її світлини були включені до числа експонатів, а її друковані світлини продавалися в магазинах Mitchell Gold Co.

## Особисте життя
У Ґорів четверо дітей: Каренна Ґор (нар.. 6 серпня 1973 р.), Крістін Ґор (нар. 5 червня 1977 р.), Сара Лафон Ґор Майані (нар.. 7 січня 1979 р.) і Альберт Арнольд Ґор III (нар.. 19 жовтня 1982 р.);, а також кілька онуків.
У червні 2010 року подружжя Ґорів оголосили про розлучення, «взаємне рішення, яке ми прийняли разом після процесу тривалого й ретельного розгляду». У серпні 2012 року The New York Times повідомила, що обидва Ґори зустрічаються з іншими людьми і не планують відновлювати шлюб, але їхні «стосунки ще тривають», бо вони товаришують. «Подружжя возз'єднується кілька разів на рік, востаннє у червні, на літні сімейні канікули та Різдво в родинному центрі Ґорів у Картеджі, штат Теннессі», — повідомляє видання. Вона зустрічалася з Біллом Алленом, колишнім редактором National Geographic.